# Yao Di
Yao Di (chiń. 姚迪; pinyin Yáo Dí; ur. 15 sierpnia 1992 w Tiencinie) – chińska siatkarka, grająca na pozycji rozgrywającej, reprezentantka kraju.

## Sukcesy klubowe
Mistrzostwo Chin:
- 2011, 2013, 2016, 2018, 2020, 2021, 2022, 2023, 2024[3]
- 2014, 2019
- 2012, 2017

Klubowe Mistrzostwa Azji:
- 2012, 2019
- 2011, 2014
- 2017

Puchar CEV:
- 2023[4]

Klubowe Mistrzostwa Świata:
- 2024[5]
- 2023[6]

## Sukcesy reprezentacyjne
Mistrzostwa Świata Juniorek:
- 2011

Mistrzostwa Świata U-23:
- 2013

Igrzyska Azjatyckie:
- 2018
- 2014

Puchar Azji:
- 2014, 2016

Volley Masters Montreux:
- 2017

Puchar Wielkich Mistrzyń:
- 2017

Mistrzostwa Świata:
- 2018

Liga Narodów:
- 2019

Puchar Świata:
- 2019

## Nagrody indywidualne
- 2011: Najlepsza rozgrywająca Klubowych Mistrzostw Azji
- 2011: Najlepsza rozgrywająca Mistrzostwa Świata U-20
- 2012: Najlepsza rozgrywająca Klubowych Mistrzostw Azji
- 2013: MVP i najlepsza rozgrywająca Mistrzostw Świata U-23
- 2016: Najlepsza rozgrywająca ligi chińskiej w sezonie 2015/2016
- 2017: Najlepsza rozgrywająca Klubowych Mistrzostw Azji
- 2019: Najlepsza rozgrywająca Klubowych Mistrzostw Azji